# Ngorongoro

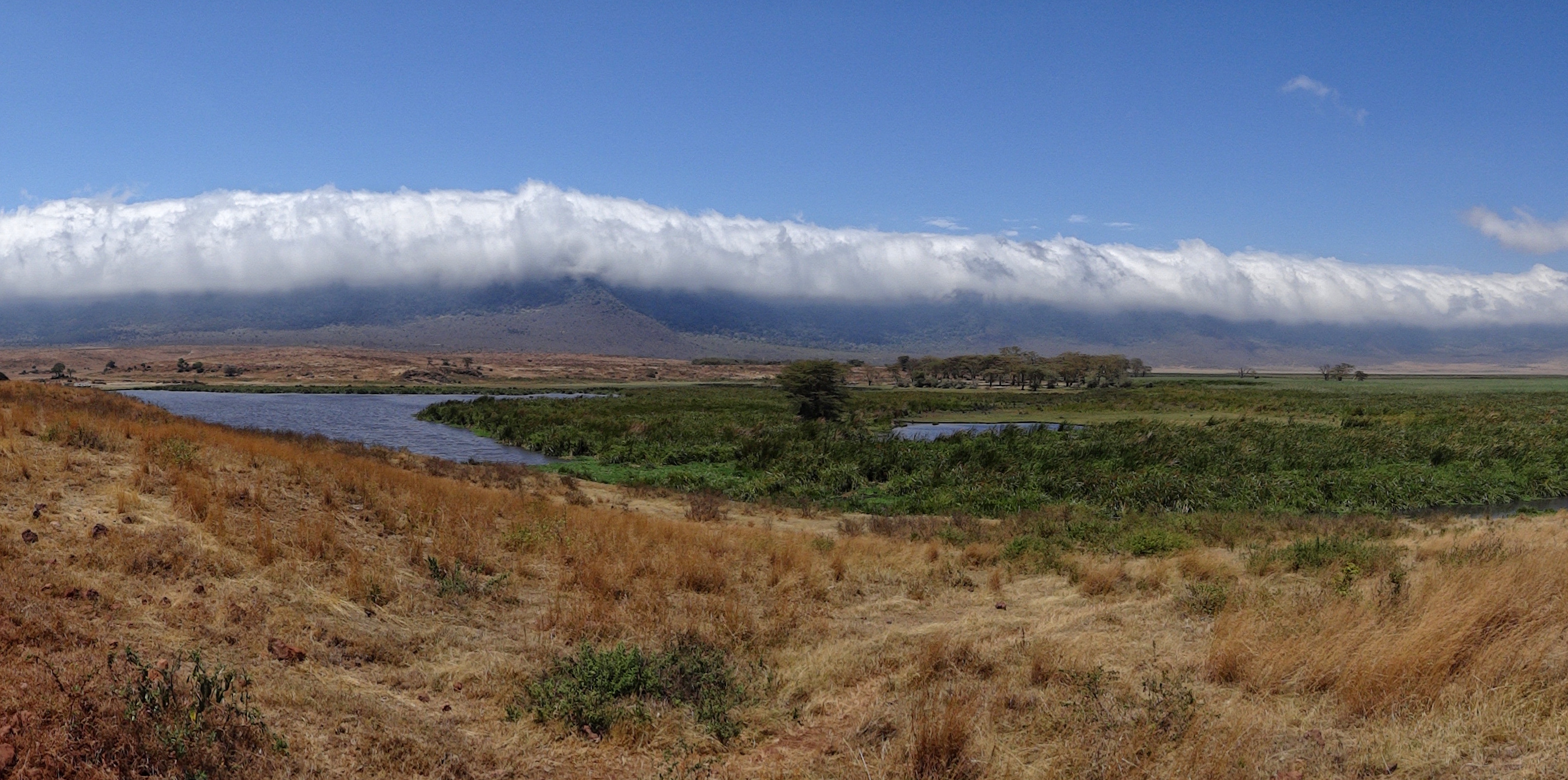
Wnętrze krateru

Ngorongoro (Ngorongoro Conservation Area, NCA) – obszar chroniony i obiekt z listy światowego dziedzictwa UNESCO położony 180 km na zachód od Aruszy na obszarze Crater Highlands w Tanzanii. Obszar bierze swą nazwę od krateru Ngorongoro, dużej wulkanicznej kaldery mieszczącej się w jego obrębie. Obszarem chronionym zarządza Ngorongoro Conservation Area Authority z ramienia tanzańskiego rządu, a jego granice odzwierciedlają granice dystryktu Ngorongoro w regionie Arusza.
Za pomocą Ngorogoro Wildlife Conservation Act z 2009 nałożono nowe ograniczenia na osadnictwo ludzkie i rolnictwo w kraterze, zastępując pasterstwo masajskie, które w większości przeniesiono do Ngorongoro z macierzystych terenów na północ, kiedy kolonialny rząd brytyjski założył Park Narodowy Serengeti w 1959. Wedle prospektu rządowego budowa luksusowych hoteli turystycznych w obszarze chronionym pozwoliła ludziom na dostęp do niezrównanego piękna jednego z najmniej zmienionych rezerwatów świata, jednak tysiące Masajów ucierpiało przez przymusowe wysiedlenia i odebranie im dostępu do wody dla ich zwierząt.

## Historia i geografia
Nazwa krateru stanowi wyraz dźwiękonaśladowczy. Nadali ją masajscy pasterze od dźwięków wydawanych przez dzwonek pasterski (ngoro ngoro). Dzięki skamielinom z Olduvai Gorge wiadomo, że obszar ten zajmowały różne gatunki człowiekowatych przez ostatnie 3 miliony lat.
Łowcy-zbieracze zostali zastąpieni pasterzami kilka tysięcy lat temu. Mbulu zjawili się na tym obszarze jakieś 2000 lat temu i połączyli się z Datooga około roku 1700. Obie grupy zostały wypchnięte z tego obszaru przez Masajów na początku XIX wieku
Masywne drzewa figowców na północnym zachodzie lasu Lerai Forest uznawane są przez Massajów i Datooga za święte. Niektóre z nich zasadzono na grobie wodza Datago, poległego w bitwie z Massajami około 1840.
Żaden znany Europejczyk nie postawił stopy w kraterze Ngorongoro do 1892, kiedy dotarł tam Oscar Baumann. Dwóch braci z Niemiec (Adolph i Friedrich Siedentopf) uprawiali ziemię w kraterze do wybuchu I wojny światowej, po wydzierżawieniu ziemi od administracji Niemieckiej Afryki Wschodniej. Bracia regularnie organizowali polowania dla swych przyjaciół z Niemiec. Próbowali również wyprowadzić stada gnu z krateru.
W 1921 przeszło pierwsze zarządzenie dotyczące ochrony zwierząt. Ograniczało polowania, do posiadaczy pozwolenia w Tanzanii. W 1928 polowań zakazano na całym obszarze w obrębie krateru z wyjątkiem dawniejszych farm Siedentopf. National Park Ordinance z 1948 (wdrożony w 1951) stworzył Park Narodowy Serengeti (Serengeti National Park, SNP). Stworzyło to jednak problemy dla Masajów i innych plemion, w efekcie czego akt prawny Ngorongoro Conservation Area (NCA) Ordinance (1959) oddzielił NCA od SNP. Pasterze masajscy żyjący w Parku Narodowym Serengeti były systematycznie przesiedlani do Ngorongoro, zwiększając populację Masajów i trzody zamieszkującą krater. Ngorongoro Conservation Area Authority założono poprzez akt prawny Game Park Laws z różnymi poprawkami z 1976, posiada większość ziemi NCA, w tym krater. Obszar ten trafił na Listę światowego dziedzictwa UNESCO w 1979. Wildlife Conservation Act z 2009 dalej jeszcze ograniczył działalność ludzką w Kraterze Ngorongoro i stworzył legalne ramy umożliwiające pozbawianie praw obywatelskich i siłowe przesiedlenia tradycyjnie żyjących pasterzy.

## Krater Ngorongoro

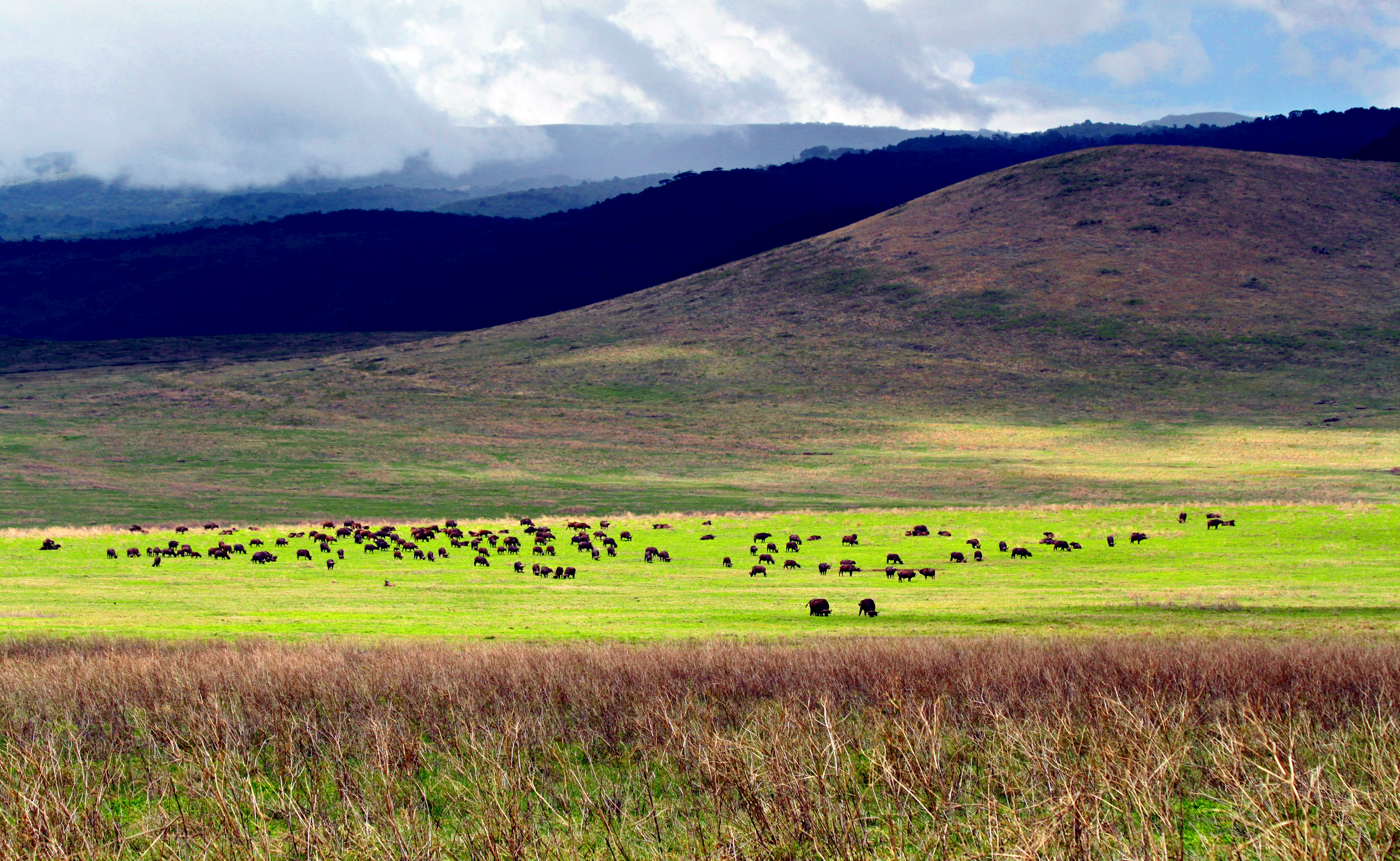
Ngorongoro, wewnątrz krateru

Głównym elementem Ngorongoro Conservation Authority jest Krater Ngorongoro, największa na świecie nieaktywna, nieuszkodzona i niewypełniona kaldera. Krater został uformowany, kiedy wielki wulkan eksplodował i zapadł się 2-3 miliony lat temu. Ma 610 m głębokości, a powierzchnia dna wgłębienia wynosi 260 km². Szacunkowe wysokości pierwotnego wulkanu sięgają od 4500 do 5800 m. Dno krateru leży na wysokości 1800 m n.p.m. Krater uznano za jeden z Siedmiu Naturalnych Cudów Afryki
Poza dwoma współczesnymi wulkanami leżącymi na północny wschód kaldery Empakaai, Kerimasi i Ol Doinyo Lengai, Doinyo Lengai jest wciąż aktywny. Ostatnie większe erupcje wydarzyły się w 2007 i 2008. Mniejsze wybuchy i wypływy lawy powoli wypełniały obecny krater. Wulkan ten znany jest wśród Masajów jako „Góra Boga”.
Wzgórza krateru po stronie skierowanej ku wschodowi, gdzie wieją pasaty, przyjmują rocznie od 800 do 1200 mm deszczu. Porasta je w większości las górski. Niższa ściana zachodnia cechuje się opadami tylko od 400 do 600 mm. Porastają ją trawy i busz przetykany drzewami Euphorbia bussei. Dno krateru to w większości otwarte tereny trawiaste z dwoma niewielkimi obszarami leśnymi zdominowanymi przez Vachellia xanthophloea.

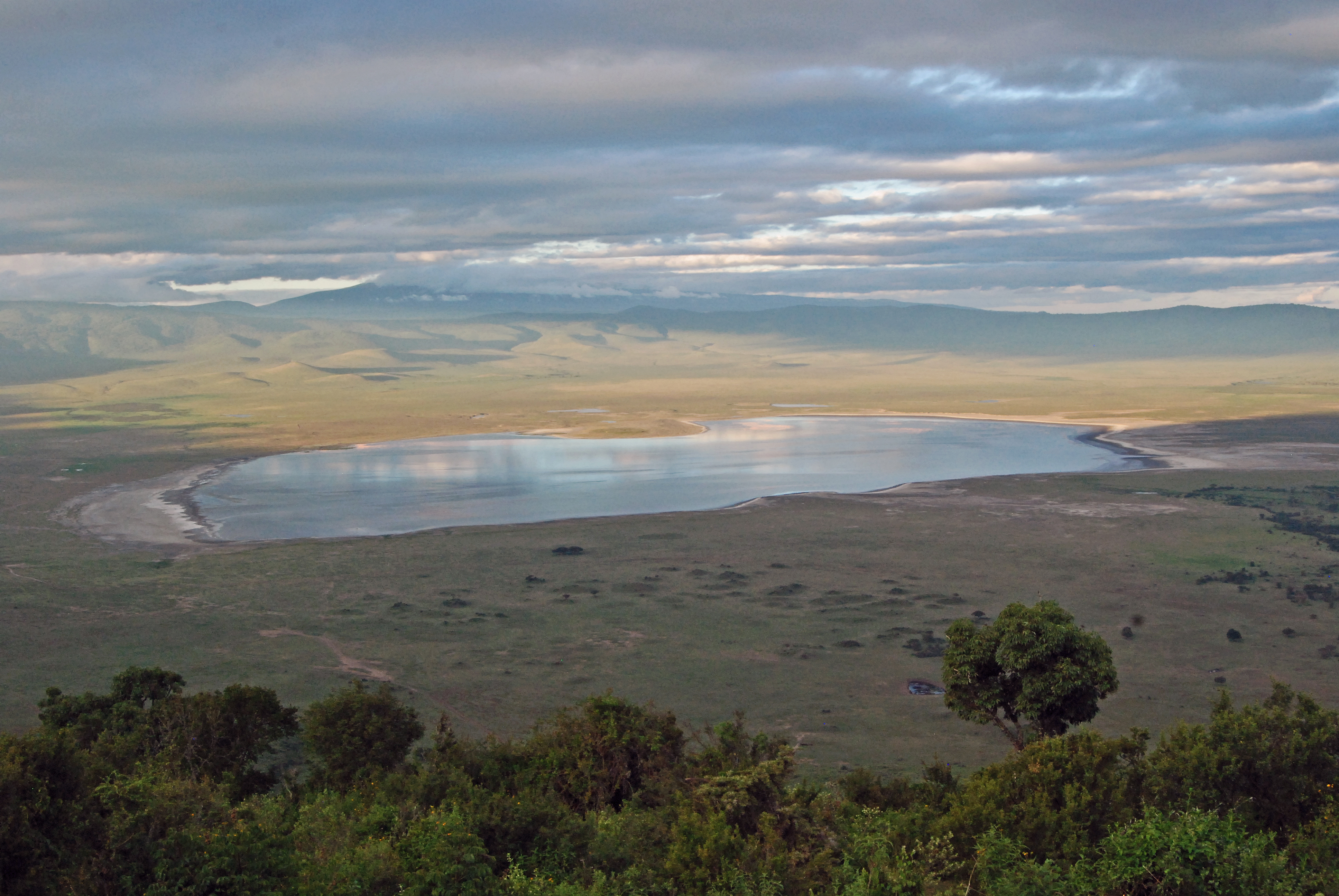
Jezioro Magadi

Strumień Munge Stream spływa z krateru Olmoti na północ i stanowi główne źródło wody w tym rejonie. Wpada on do sezonowego, słonego jeziora w środku krateru. Funkcjonują 2 nazwy tegoż jeziora: Makat, jak je zwą Masajowie, co znaczny sól, i Magadi. Strumień Lerai płynie przez wilgotny las na północ od krateru, użyźniając las Lerai na dnie krateru – kiedy spada wystarczająco dużo deszczu, Lerai również wpada do Magadi. Użytkowanie wody przez myśliwych i siedzibę NCA zmniejszyło ilość wody płynącą Lerai o około 25%.
Zgodnie z rekomendacjami komisji naukowców, powołanej ad hoc po suszy w 2000 r., wdrożono w kraterze program ekologiczny, polegający na rokrocznym, bądź w odstępie dwóch lat, kontrolowanym wypalaniu do 20% traw. Masajom obecnie pozwala się wypasać bydło w kraterze, muszą jednak każdego dnia wchodzić tam i następnie wychodzić.

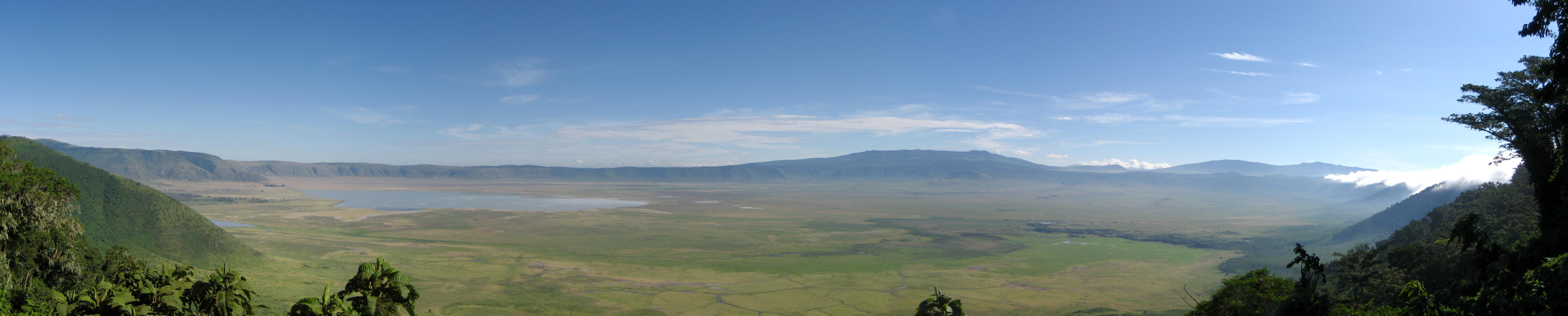
Panorama

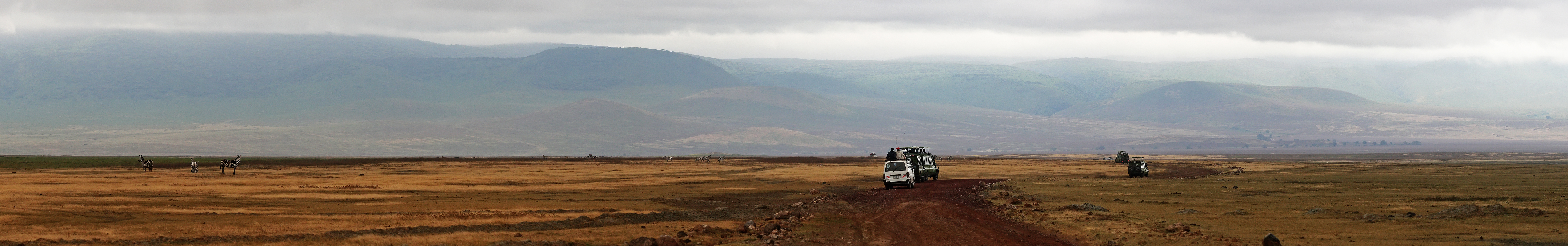
Ngorongoro stanowi atrakcję turystyczną z uwagi na bogactwo fauny

## Wąwóz Oldupai
W Ngorongoro Conservation Area leży także Wąwóz Olduvai (Oldupai).
Wąwóz Oldupai o stromych zboczach leży w Wielkim Rowie Wschodnim, rozpościerającym się we wschodniej Afryce. Oldupai znajduje się na wschodzie równin Serengeti w północnej Tanzanii. Mierzy około 50 km. Leży na obszarze cienia opadowego wzgórz Ngorongoro w najsuchszej części Afryki.

## Zwierzęta

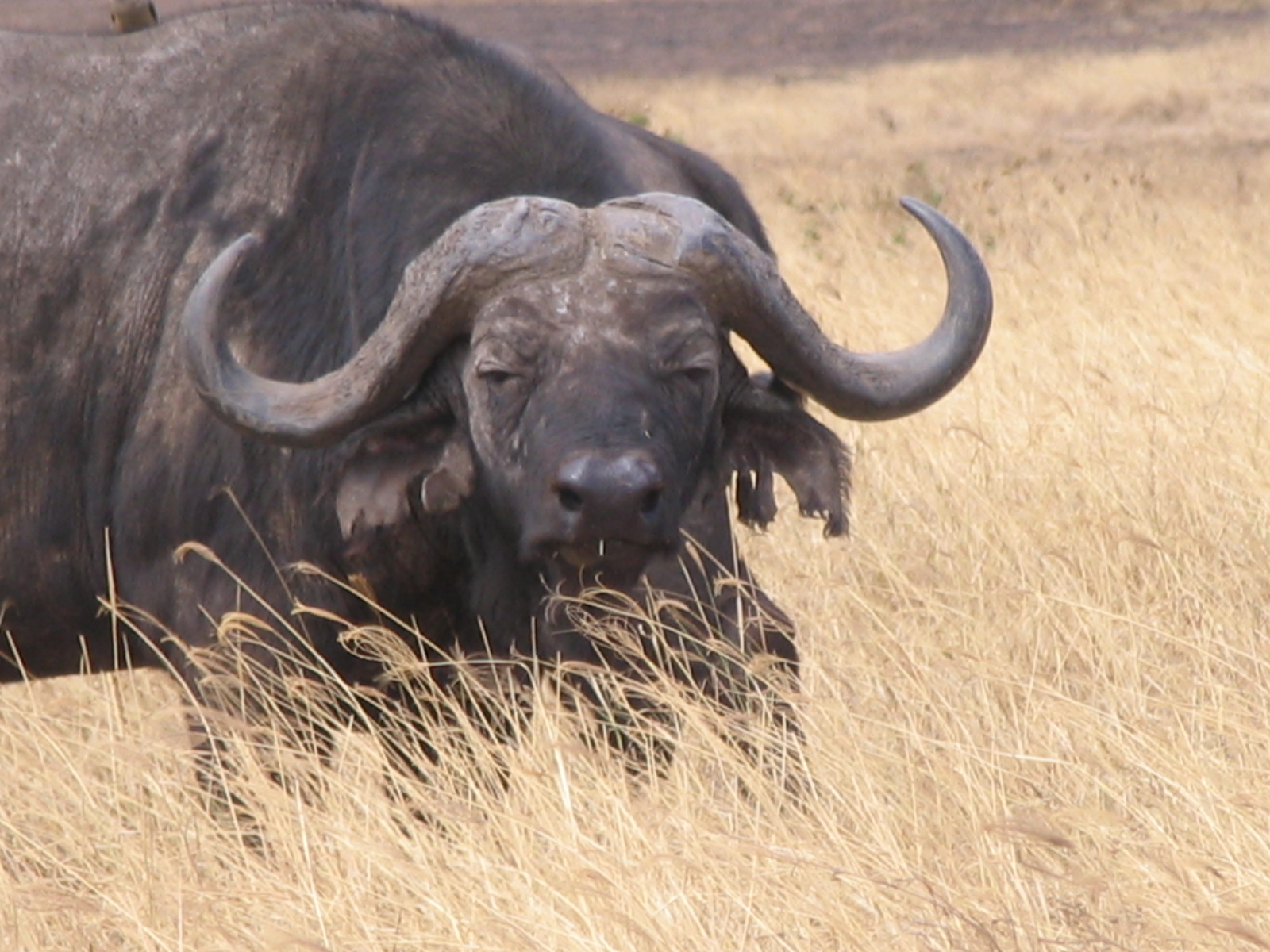
Bawół afrykański w Ngorongoro

W obrębie krateru żyje szacunkowo 25000 dużych zwierząt, w większości kopytnych. Zaliczają się do nich: nosorożec czarny (Diceros bicornis), lokalna populacja, która z około 108 sztuk w latach 1964–1966 spadła do zaledwie 11–14 w 1995, bawół afrykański (Syncerus caffer), hipopotam nilowy (Hippopotamus amphibius), ponadto żyje tam wiele innych kopytnych: gnu pręgowane (Connochaetes taurinus) (około 7000 w 1994), zebra równikowa (Equus quagga boehmi) (4000), eland (Taurotragus oryx), gazelka masajska (Nanger granti) i gazelopka sawannowa (Eudorcas thomsonii) (3000). Kob śniady (Kobus ellipsiprymnus) pojawia się głównie w okolicy lasu Lerai. Nie występuje sasebi właściwy (Damaliscus lunatus), oribi smukłonogi (Ourebia oribi) ani też krokodyl nilowy (Crocodylus niloticus). Impala zwyczajna (Aepyceros melampus) jest nieobecna z powodu braku otwartych terenów porosłych drzewami, które preferuje. Nie spotyka się również żyrafy, być może z powodu braku wysokich roślinożerców. Gepard tanzański (Acinonyx jubatus raineyi), likaon pstry Lycaon pictus lupinus i lampart afrykański (Panthera pardus pardus) widywane są rzadko.
Choć uważany za miejsce naturalnego zamknięcia różnych zwierząt, 20% gnu i połowa zebr opuszcza krater w porze deszczowej. Bawół afrykański i eland postępują odwrotnie, najliczniejsze są właśnie w czasie deszczów.
Od 1986 populacja gnu w kraterze spadła z 14 677 do 7250 w latach 2003–2005. Ilość elandów i gazelopek sawannowych także spadła. Wzrosła natomiast znacznie liczebność bawołów afrykańskich, prawdopodobnie w związku z długotrwałym zapobieganiom pożarom, co faworyzuje bardziej włókniste trawy nad krótszymi, mniej włóknistymi.
Serwal sawannowy (Leptailurus serval) powszechnie występuje w obrębie krateru.
Na południowym zachodzie krateru leży duże jezioro Magadi, zamieszkiwane często przez tysiące głównie flamingów małych

### Lwy

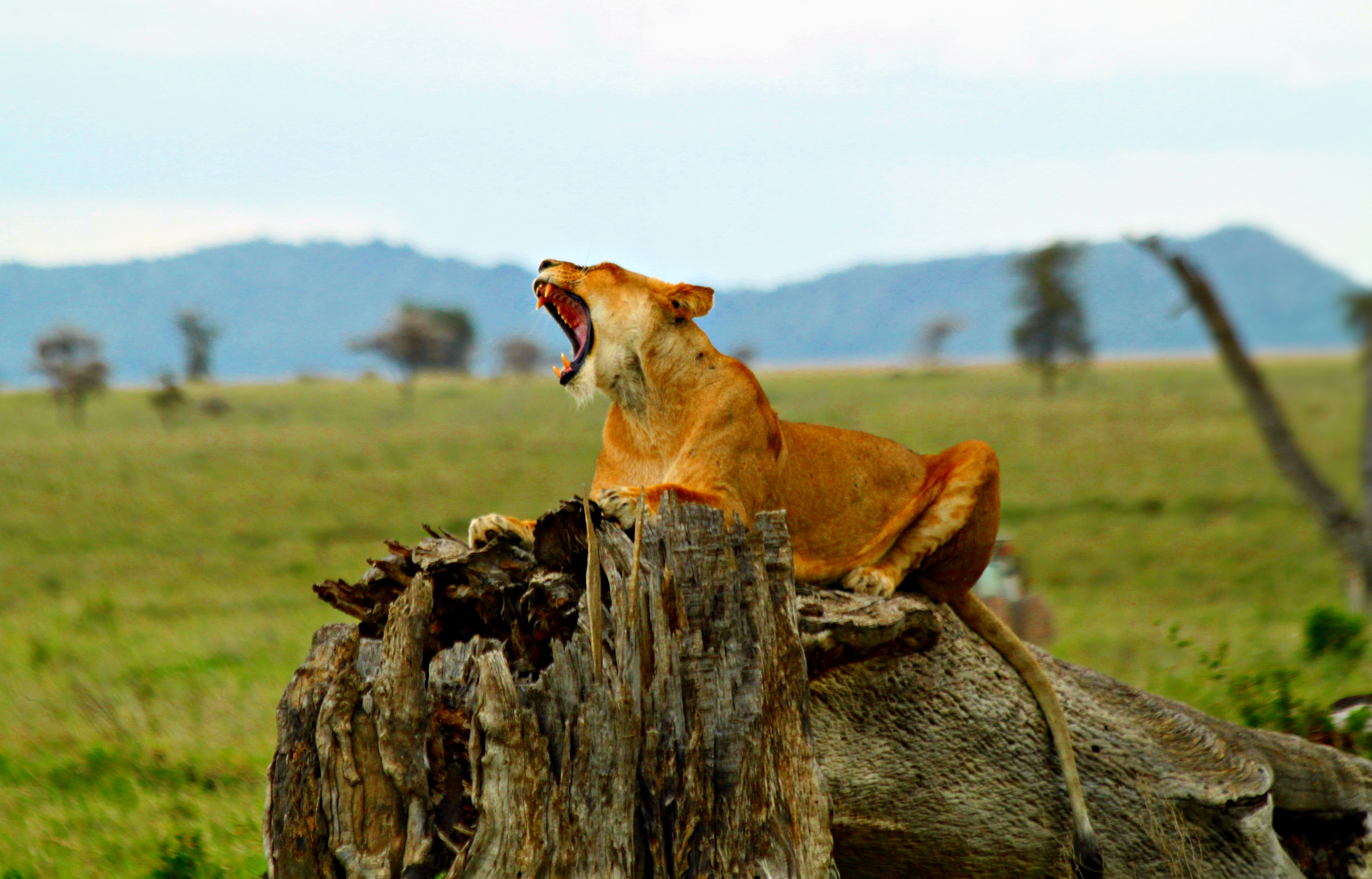
Lwica ryczy w kraterze Ngorongoro

Krater zamieszkuje najgęstsza znana populacja lwa masajskiego, w 2001 licząca 62 sztuki.
Efektem ubocznym naturalnego obszaru zamkniętego jest znaczący chów wsobny populacji lwów, powodowany bardzo małą liczbą nowych linii wchodzących do lokalnej puli genowej, gdyż bardzo niewiele migrujących samców lwów dostaje się do krateru z zewnątrz. Te, którym uda się wejść, często nie mają szans dostąpić rozrodu: są wyganiane przez samce z krateru, stanowią bowiem konkurencję rozrodczą.
Dane długoterminowe wskazują, że populację lwów w kraterze czterokrotnie dotknęła choroba między 1962 a 2002. Susza w 1961 i deszcze w porze suchej 1962 wywołały masywny rozwój Stomoxys calcitrans w maju 1962. Owady wypijały krew i wywoływały bolesne zmiany skórne, ulegające infekcjom, które zredukowały pogłowie lwów z 75-100 do 12. Populacja odbudowała się do około 100 do 1975 i pozostawała stabilna do 1983, kiedy rozpoczął się utrzymujący się spadek. Liczebność nie przekraczała 60 sztuk od 1993, osiągając tylko 29 w 1998. W 2001 34% populacji lwów zmarło między styczniem a kwietniem na skutek choroby przenoszonej przez kleszcze i nosówki.
Na populację lwów wpływa też w pewnym stopniu zabijanie kociąt przez samce po zdobyciu nowych grup. Największy wpływ wydają się jednak wywierać choroby, zwłaszcza nosówka.

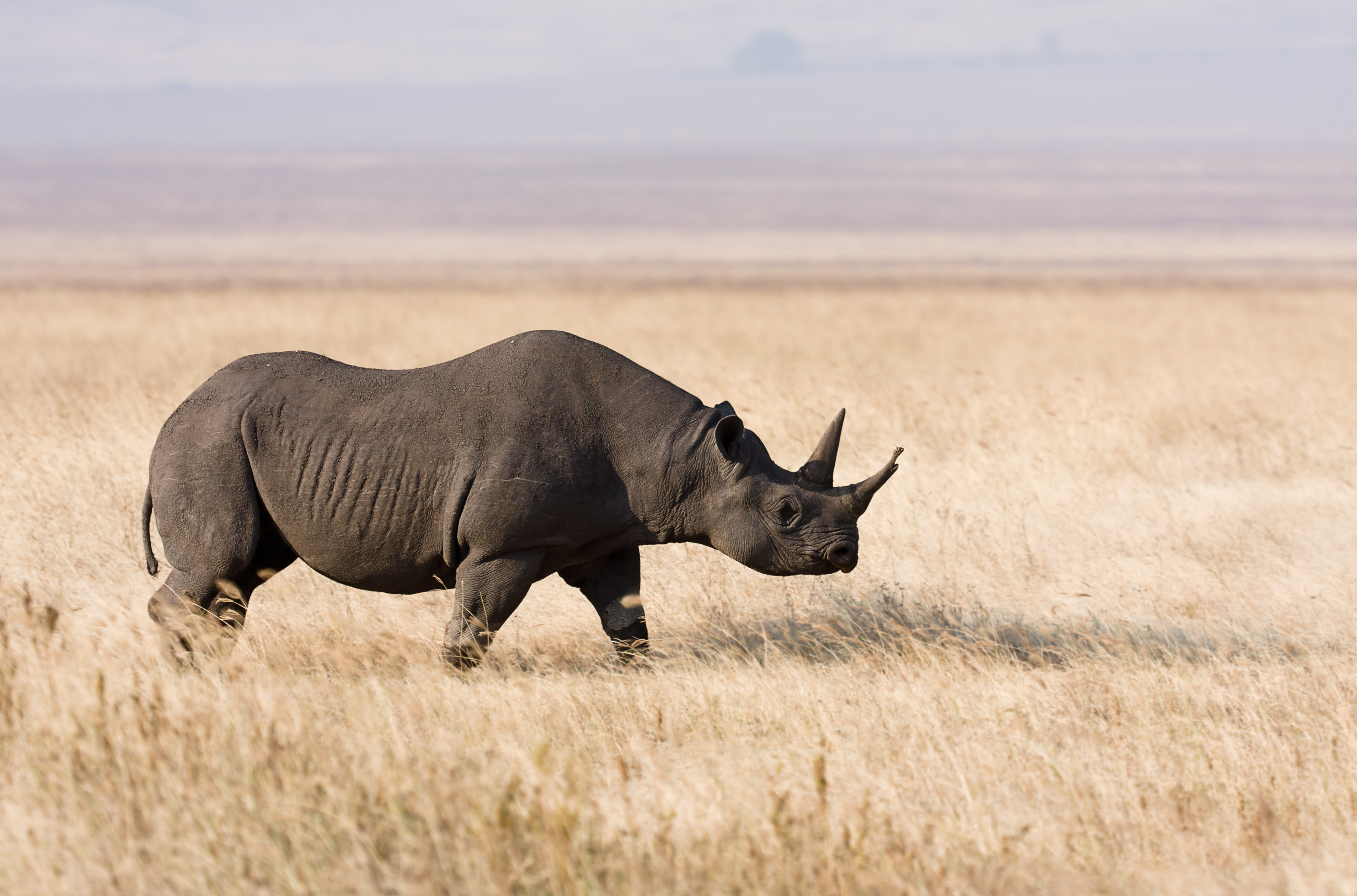
Nosorożec czarny
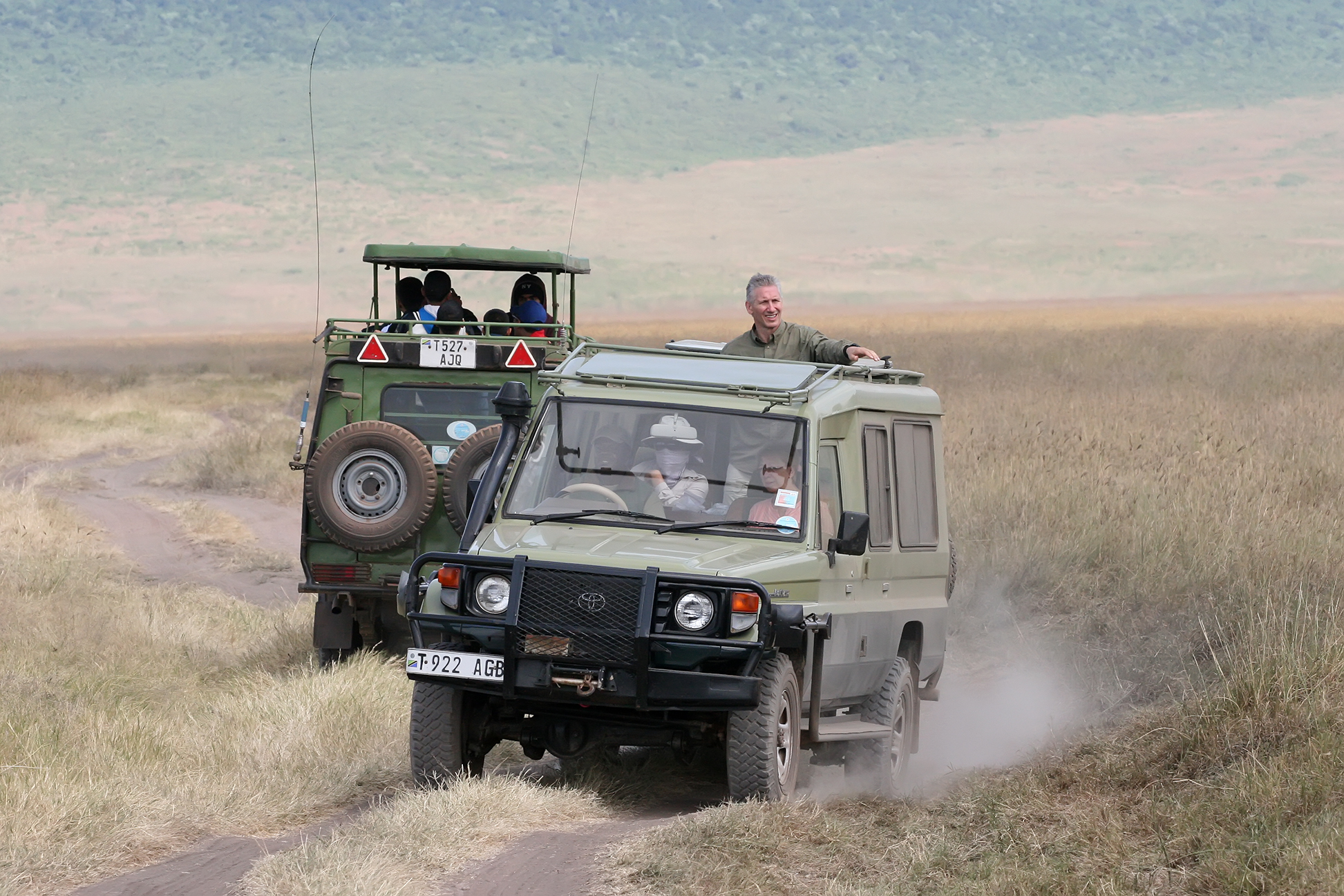
Safari
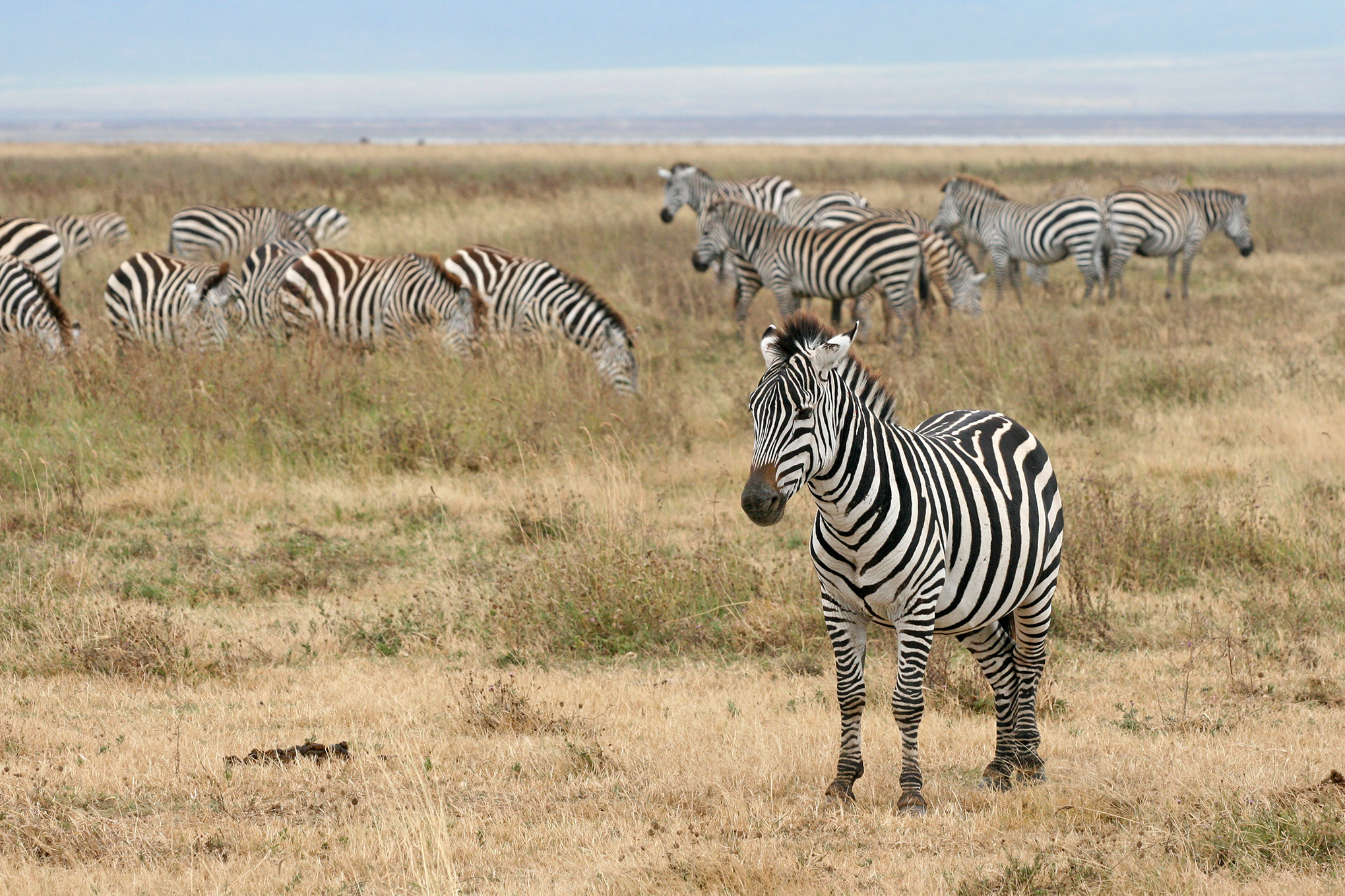
Zebra stepowa
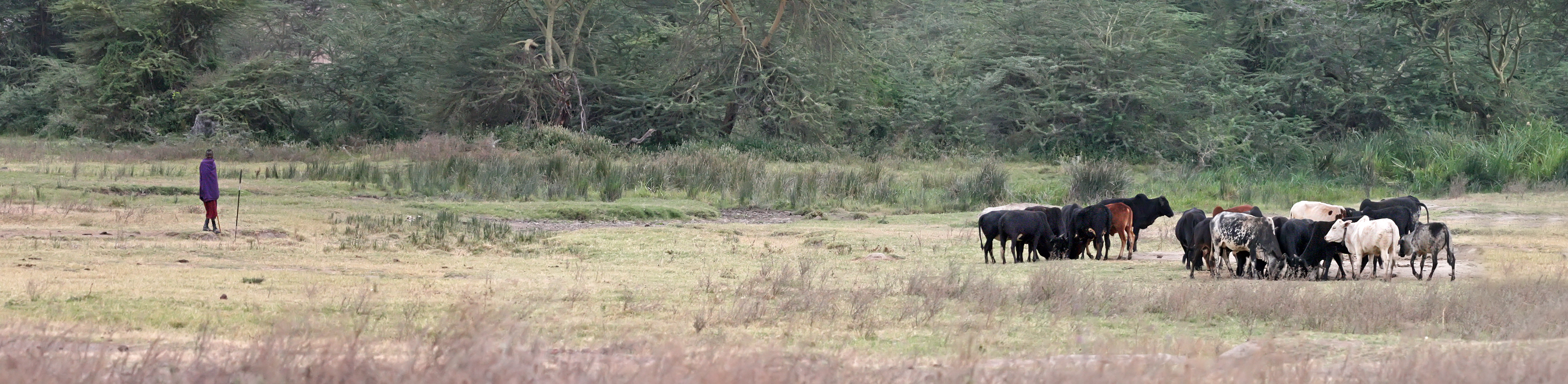
Masajski pasterz z bydłem
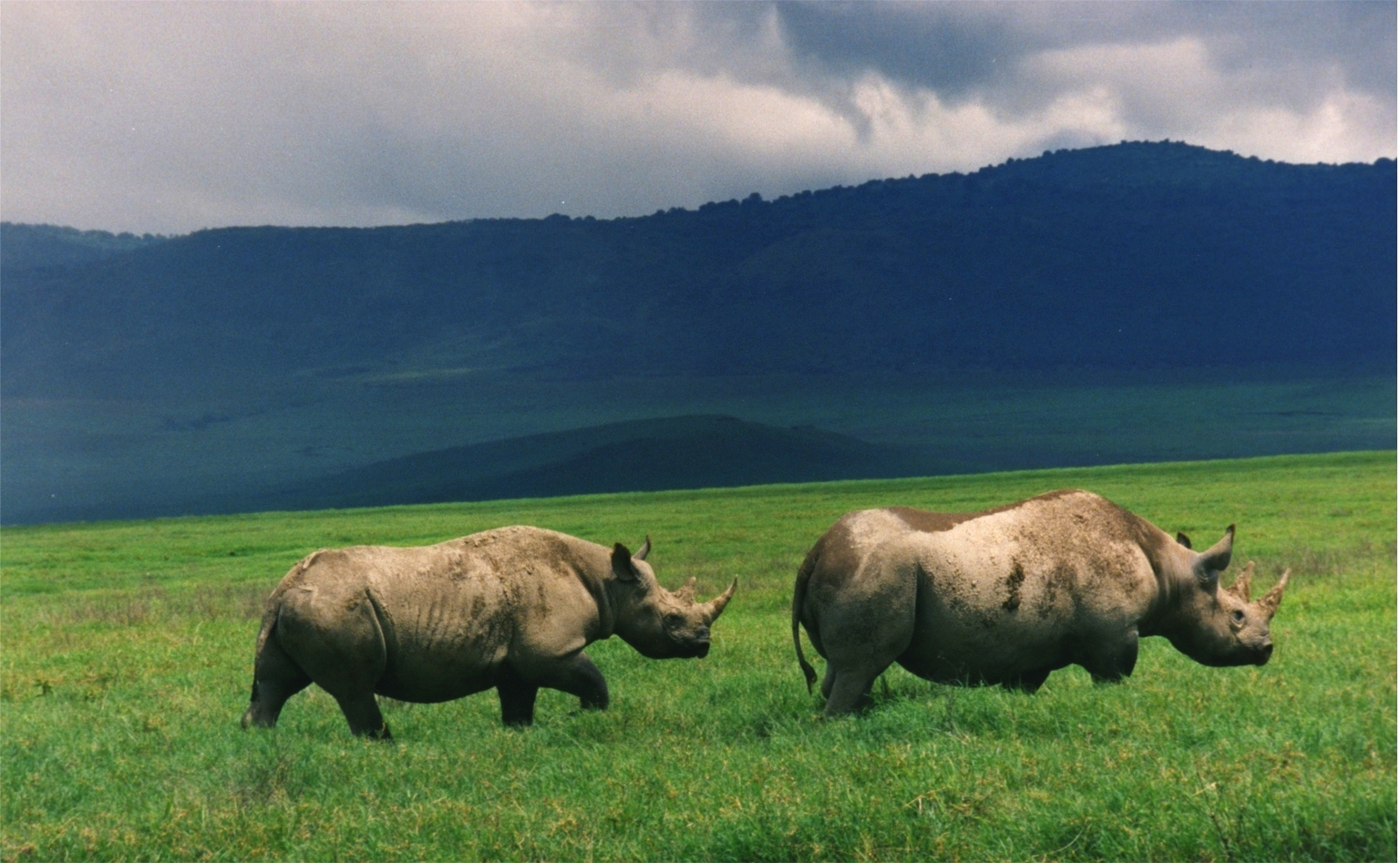
Nosorożec czarny
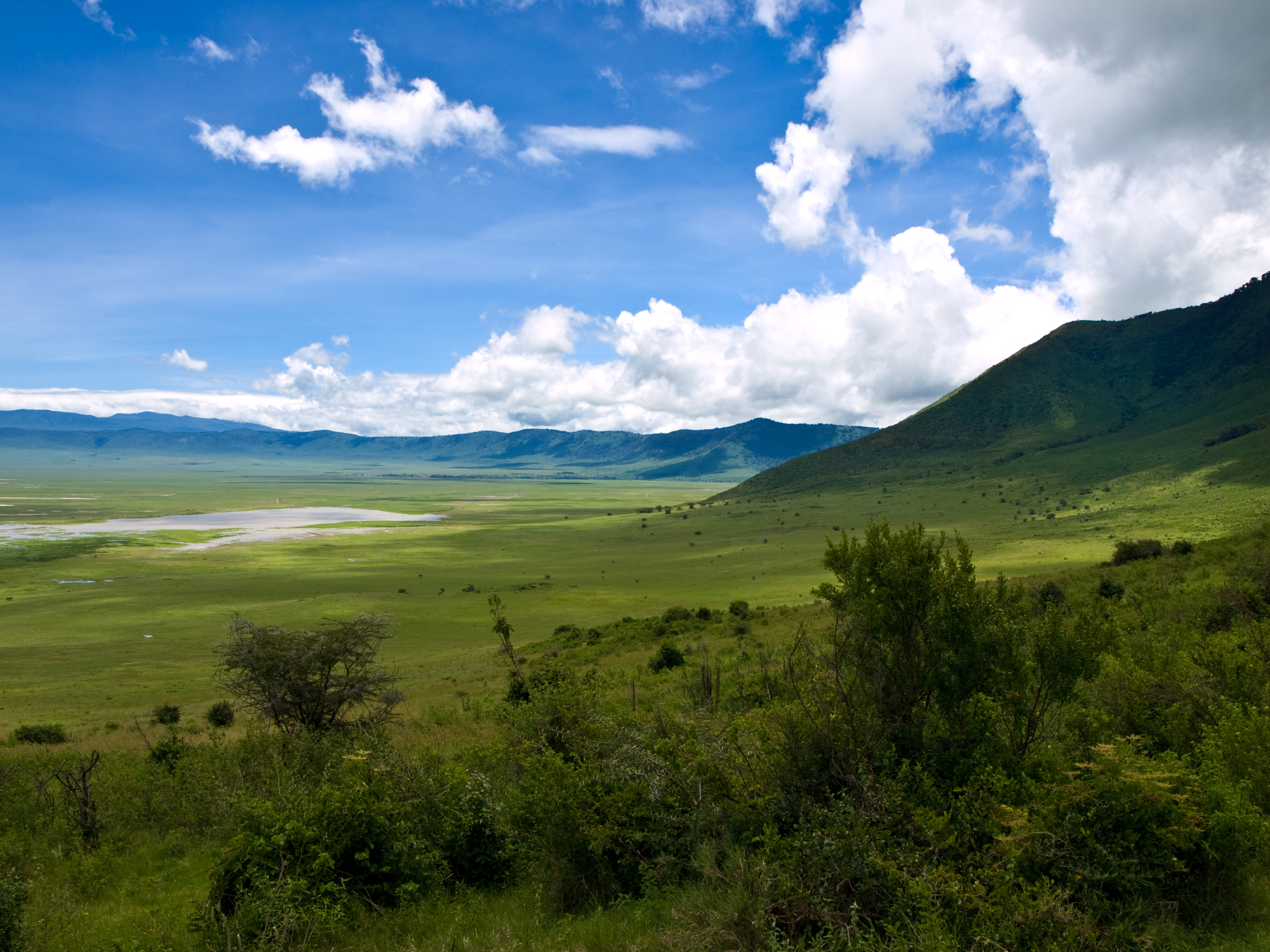
Wnętrze krateru
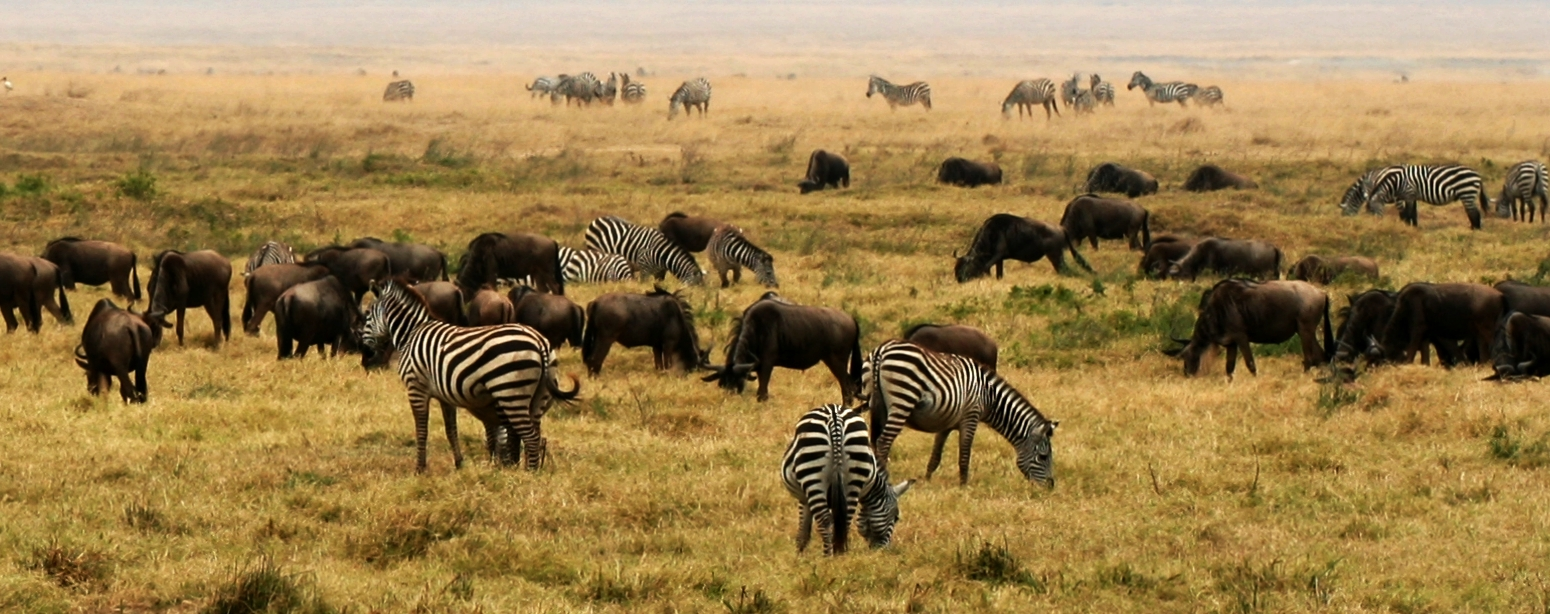
Gnu pręgowane i zebra w stadzie
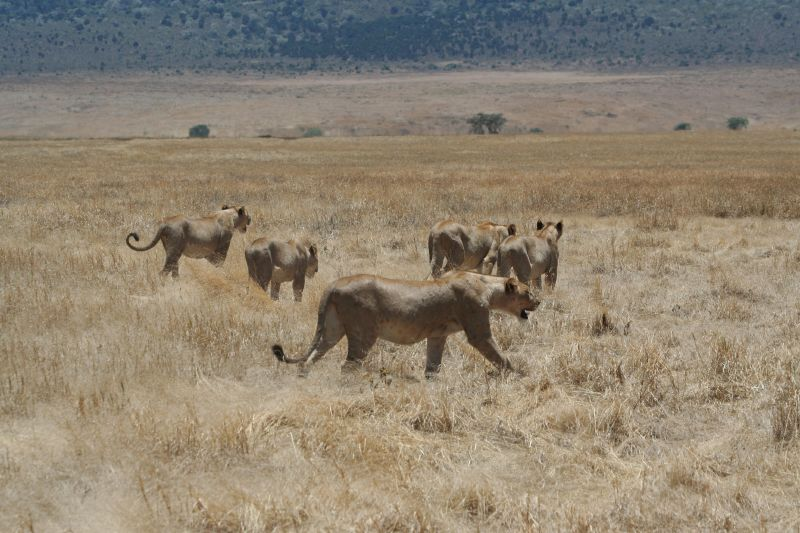
Polująca lwic
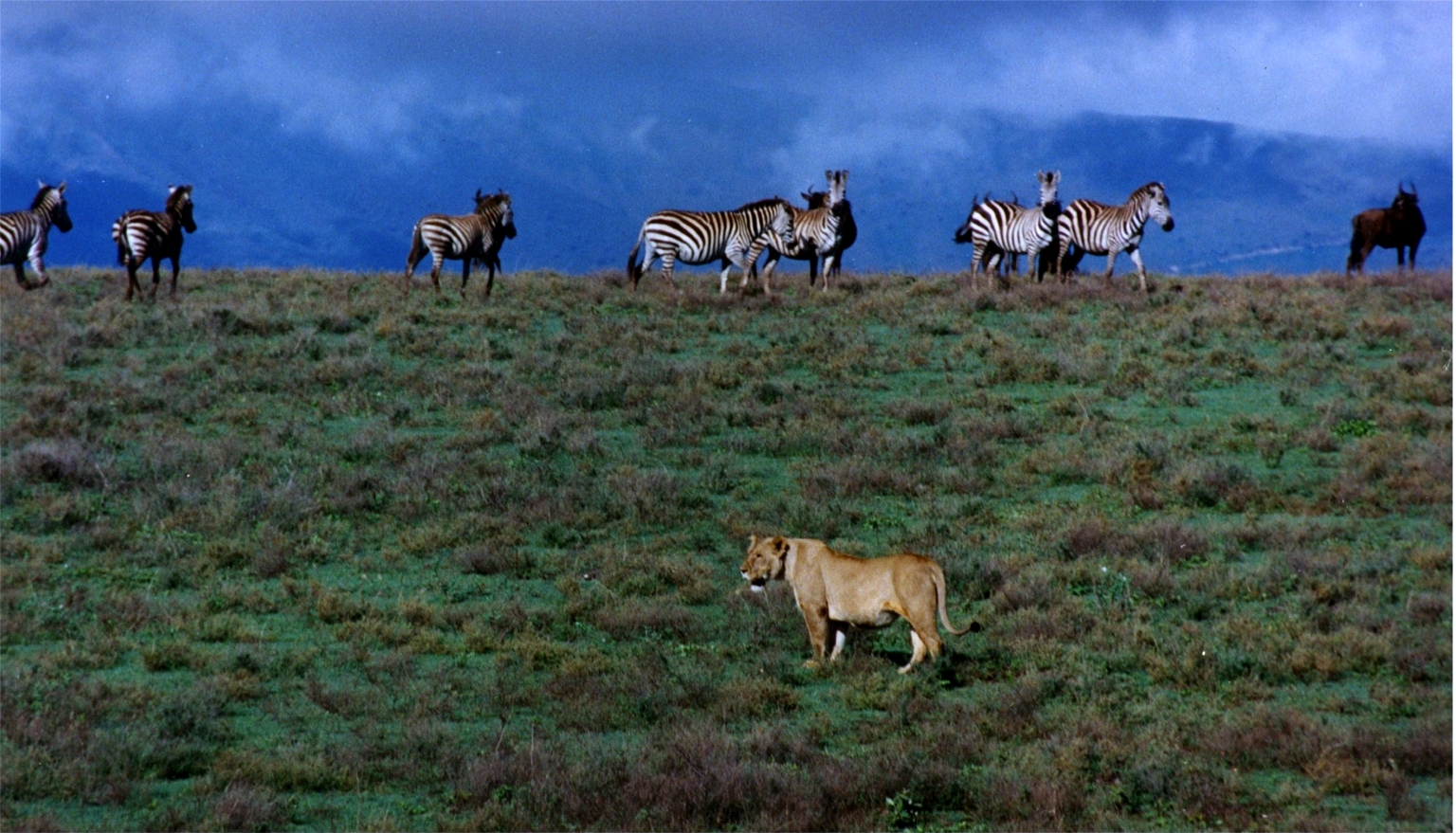
Lwica, zebra i gnu
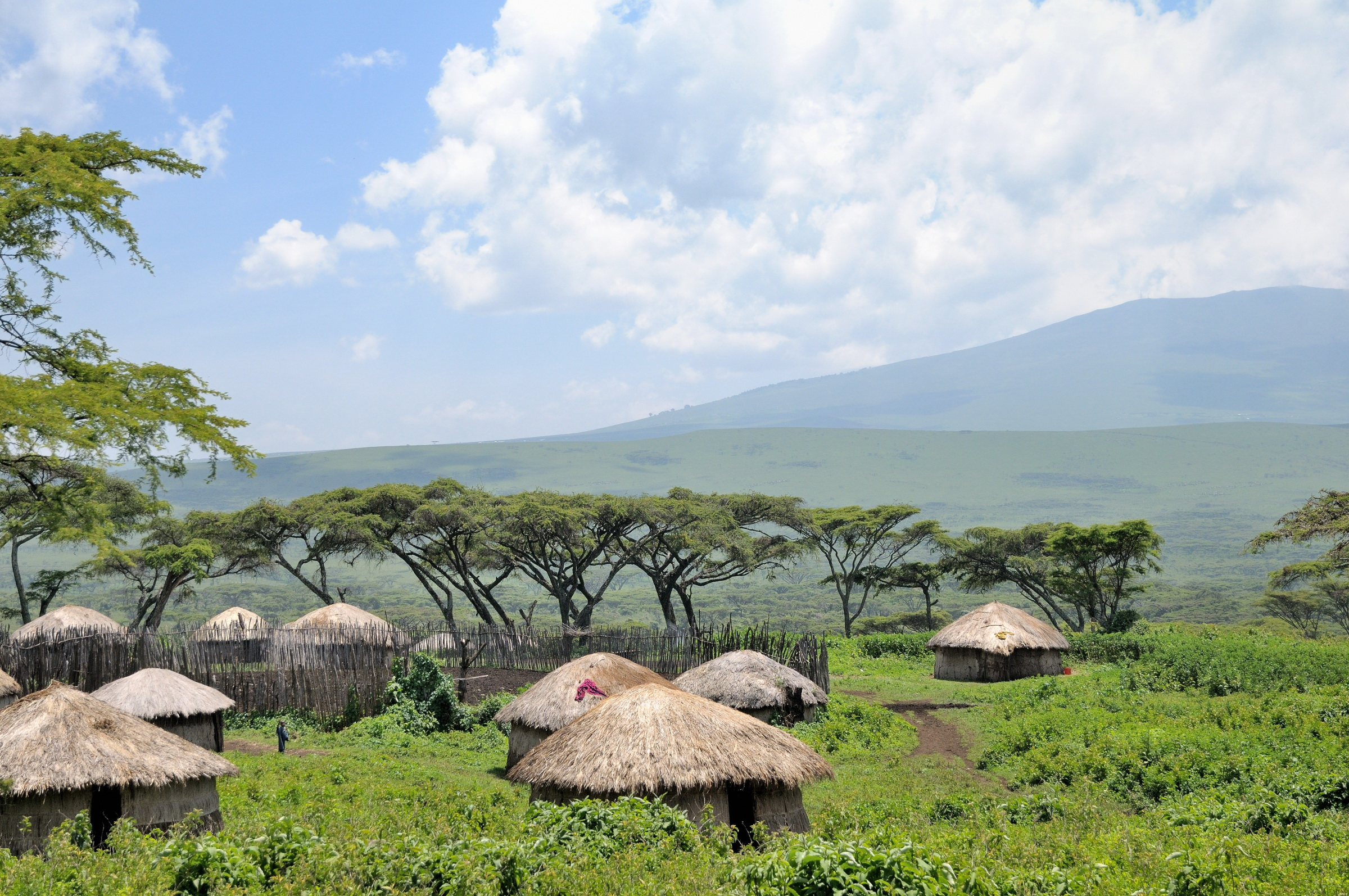
Masajowie Boma na obszarze chronionym
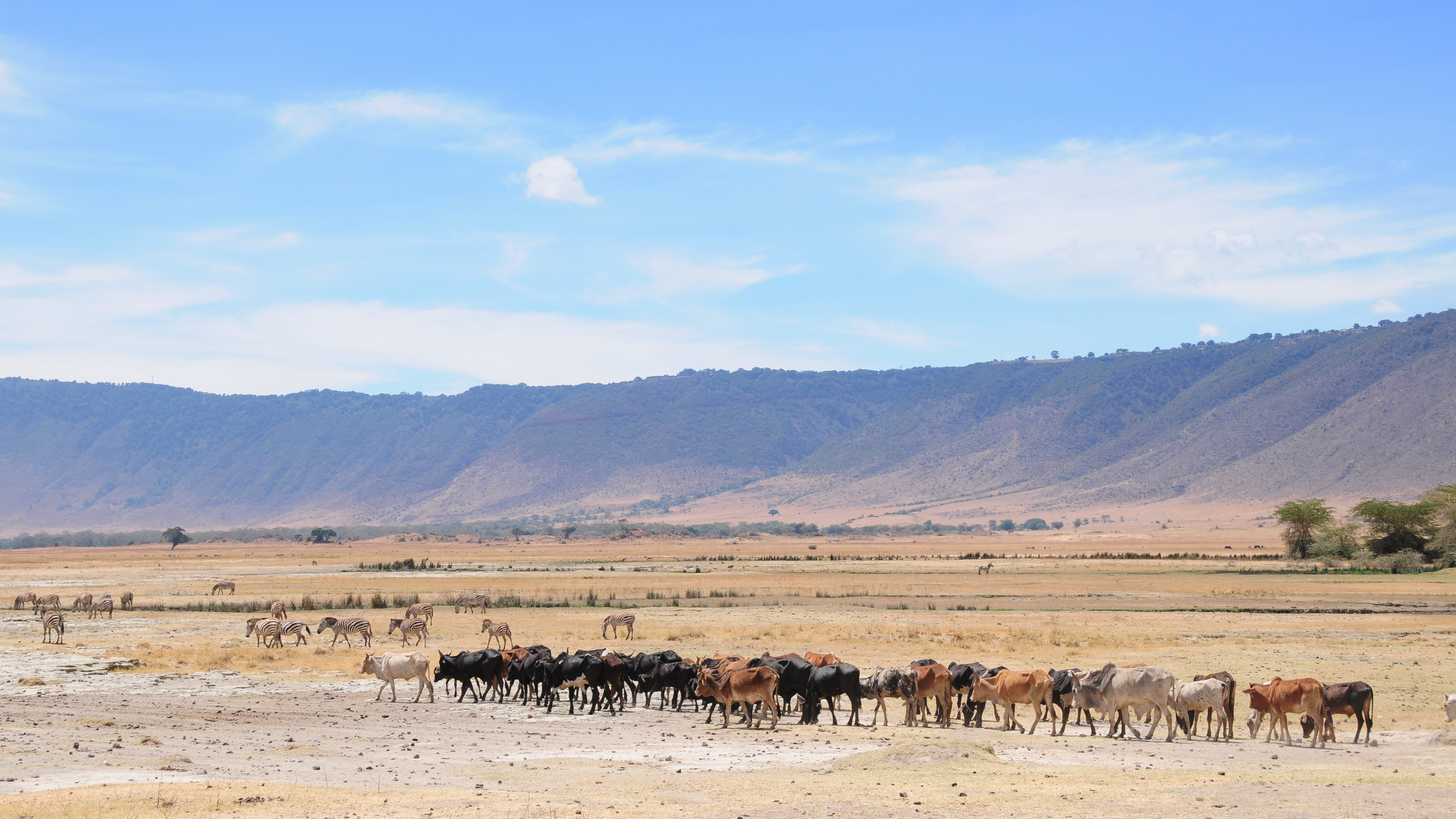
Masajskie bydło
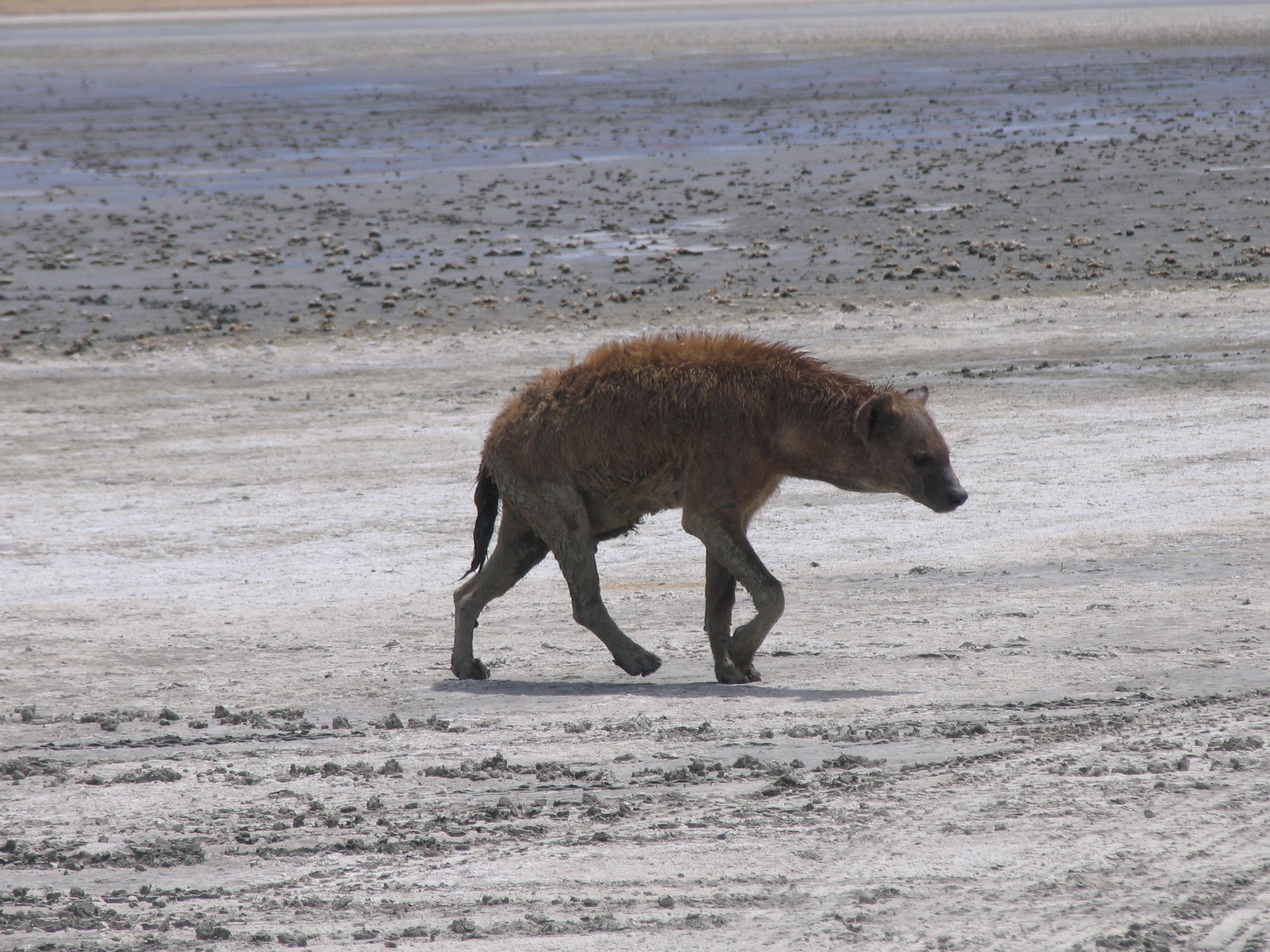
Przedstawiciel hienowatych

### Poza kraterem
Ngorongoro Conservation Area (NCA) posiada zdrową populację większości gatunków występujących na tych terenach. Okolice jeziora Ndutu na zachód od NCA goszczą szczególnie mocną populację gepardów i lwów. Popularnie występuje w NCA bawolec krowi (Alcelaphus buselaphus), krokuta cętkowana (Crocuta crocuta) i szakale. Populacja likaona pstrego mogła niedawno spaść. Serwal sawannowy spotykany jest szeroko na równinach na zachód od krateru.
Coroczne migracje kopytnych przebiegają przez NCA, 1,7 miliona gnu, 260000 zebr i 470000 gazeli przemieszcza się na południe w kierunku NCA w grudniu, a wraca na północ w czerwcu. Ruchy te zmieniają się sezonowo z deszczem, ale migracje przechodzą przez prawie całe równiny w poszukiwaniu pokarmu.